# Dasysphaera breviflora
Dasysphaera breviflora är en amarantväxtart som beskrevs av C. C. Towns.. Dasysphaera breviflora ingår i släktet Dasysphaera, och familjen amarantväxter. Inga underarter finns listade i Catalogue of Life.